# A・G・サルツバーガー
A・G・サルツバーガーことアーサー・グレッグ・サルツバーガー（Arthur Gregg Sulzberger、1980年8月5日 - ）は、アメリカ合衆国のジャーナリストであり、『ニューヨーク・タイムズ』の発行人である。発行人として、同社の報道機関としてのジャーナリズムと事業運営を監督している。サルツバーガーは、同社のデジタル化への移行と、購読者第一主義のビジネスになるための取り組みを主導してきた。父アーサー・オックス・サルツバーガー・ジュニアの跡を継いで、2018年1月1日に発行人に就任し、2021年1月1日には同社の会長に就任する予定である。父の名前との混同を避けるため、イニシャルの「A・G」を公称としている。

## 若年期と教育
サルツバーガーは、1980年8月5日にワシントンD.C.で生まれた。父はアーサー・オックス・サルツバーガー・ジュニア、母はゲイル・グレッグである。父方の祖父はアーサー・オックス "パンチ"・サルツバーガー・シニア、曽祖父はアーサー・ヘイズ・サルツバーガー、高祖父はアドルフ・オックスである。父方はユダヤ系ドイツ人の家系でユダヤ教徒だが、母や父方の祖母はキリスト教徒（米国聖公会や会衆派教会）である。
ブラウン大学で政治学を専攻し、2004年に卒業した。

## キャリア

### プロビデンス・ジャーナル
サルツバーガーは、ブラウン大学のジャーナリズムの教授トレーシー・ブレトンの勧めで2004年から2006年まで『プロビデンス・ジャーナル』紙でインターンをし、ロードアイランド州ウェイクフィールドにある同紙のオフィスで働いていた。その間、ナラガンセット・ライオンズクラブが女性の入会を拒んでいることを明らかにした。同クラブは記事を掲載したら広告の掲載を取り下げると新聞社を脅迫したが、同社はその記事を掲載した。同クラブはその数か月後に女性の入会を開始した。

### オレゴニアン
サルツバーガーは、2006年から2009年までオレゴン州ポートランドの『オレゴニアン』紙の記者として、地方自治体や公共生活に関する記事を300本以上を執筆した。その中には、マルトノマ郡保安官バーニー・ジュストの不正行為に関する一連の報道も含まれている。

### ニューヨーク・タイムズ
サルツバーガーは2009年2月にニューヨーク・タイムズ・カンパニーに入社して地方面記者となり、同年3月2日に最初の記事が掲載された。その後、全米特派員となり、カンザスシティ支局長として中西部地域を取材した。コダクロームフィルムを現像する最後の街を取材した2010年のサルツバーガーの記事は、2017年のマーク・ラソ監督の映画『コダクローム』の原作となった。2013年には、当時の編集長ジル・エイブラムソンによって、デジタル時代のニューヨーク・タイムズが直面する課題についての社内評価チームに抜擢された。サルツバーガーは97ページに及ぶ報告書「タイムズ・イノベーション・レポート」の主執筆者であり、報告書ではニューヨーク・タイムズが「動きの早い競合他社」にいかに劣勢に立たされているかを客観的に詳細にまとめ、「革命的な変化が求められている」とした。この報告書は2014年3月にBuzzFeed Newsによりリークされた。
2015年8月、サルツバーガーはニュース編集室戦略担当の編集長補佐(associate editor)に任命された。この役職は、2020年までに報道分野のデジタル収益を倍増させ、部門間の連携を強化するというニューヨーク・タイムズの計画"Our Path Forward"の一部であった。2016年10月には副発行人(deputy publisher)に就任し、将来は父の跡を継いで発行人に就任することがほぼ確定した。彼のいとこのサム・ドルニック（現 編集主幹補佐）やデイビッド・パーピック（現 取締役）も、次期発行人の候補として検討されていた。
2017年12月14日、2018年1月1日をもってサルツバーガーが発行人に就任することが発表された。彼は、オックス＝サルツバーガー家が『ニューヨーク・タイムズ』紙のオーナーとなってから6代目の発行人となる。ニューヨーク・タイムズ・カンパニーは公開企業ではあるが、全ての議決権株式はオックス＝サルツバーガー・ファミリー・トラスト(SEC)によって管理されている。SECの報告書によると、この信託の主な目的は、ニューヨーク・タイムズ紙が「独立した新聞として、完全に恐れを知らず、下心の影響を受けず、公共の福祉に無欲に専念すること」であるとされている。発行人としての初日にサルツバーガーは、引き続き「刺激的な革新と成長の時代」であるとともに、「重大な挑戦の時代」でもあるとの文章を発表した。彼はニューヨーク・タイムズを「独立性、厳格さ、公正さを最高水準の状態に保つ」ことを約束した。
彼は、独立した報道機関は「リベラルな理想でも進歩的な理想でも民主党の理想でもない。アメリカの理想だ」と述べている。2020年には、サルツバーガーは地方の報道機関の消滅に懸念を表明し、「地方のジャーナリズムのための前進の道筋を見つけなければ、社会がより偏極化し、共感を失い、より強力な利権に操られやすくなり、真実からより結びつかなくなるのを見続けることになるだろうと思う」と述べている。

## 私生活
2018年、サルツバーガーはモーリー・メシック(Molly Messick)と結婚した。